# 震撼网站
震撼网站（英語：Shock site）是一种以冒犯、恐吓用户为主的网站，也可能包含了幽默元素。这种网站通常包含色情、讽刺、种族主义、反犹太主义、性别歧视、血腥、暴力、侮辱、亵渎或其他挑衅性质的内容。主题为真实死亡和血腥暴力的网站被称为血腥网站。一些震撼网站主题只有一张图片、动画、视频或小型画廊，并通过电子邮件或伪装成恶作剧在互联网中传播。史蒂文·琼斯（Steven Jones）将这些网站与收集用户搜索令人震惊的内容（例如 Rotten.com）的画廊的网站区分开来。画廊网站可能包含斩首、处决、电刑、自杀、谋杀、石刑、火炬、警察暴行、绞刑、恐怖主义、卡特尔暴力、溺水、车祸、战争受害者、强奸、恋尸癖、生殖器切割和其他性犯罪。
一些震撼网站也产生了自己的亚文化，并成为互联网模因。Goatse.cx有一个页面专门用于粉丝对该网站的致敬，BBC新闻无意中展示了对该图像的模仿，作为当时公布的2012年夏季奥运会标志的替代品。2007年一段名为“2 Girls 1 Cup”的震撼视频也迅速成为互联网现象，在 YouTube 等视频共享网站上广泛发布反应、致敬和模仿的视频。

## 历史
已知最早的震撼网站是1996年的Rotten.com，網站上有涉及谋杀和尸体的图像和视频，网站标语为“自1996年以来纯粹的邪恶”。Goatse.cx是最早和最著名的震撼网站之一，其特点是一个男人用手扩展肛门的图像。该网站有一个页面用于粉丝对该网站的致敬。该网站于2004年关闭，但是以该图像为特色的各种镜像站点仍然存在。

## 也可以看看
- Wilson, Jeremy. . The Daily Dot. 2013-09-20  [2014-11-02]. （原始内容存档于2014-11-03）.
- Chen, Adrian. . Wired. 2013-04-16, 21 (5)  [2014-11-02]. （原始内容存档于2024-04-02）.
- Anderson, Lessley. . The Verge. 2012-06-13  [2014-11-02]. （原始内容存档于2021-04-12）.
- Schroeder, Audra. . The Daily Dot. 2014-10-26  [2014-11-02]. （原始内容存档于2014-11-03）.
- Dewey, Caitlin. . The Washington Post. 2014-10-28  [2014-11-02]. （原始内容存档于2020-11-10）.
- Reynolds, Daniel. . Applied Semiotics. August 2009, (23)  [2014-11-03]. （原始内容存档于2014-11-03）.

1. ↑  Attwood, Feona. . Media, Culture & Society. November 2014, 36 (8): 1186–1195. ISSN 0163-4437. S2CID 144857991. doi:10.1177/0163443714544858 （英语）.
2. ↑  Kirkpatrick, Stewart. . The Scotsman (Edinburgh). 2004-06-09  [2024-01-30]. （原始内容存档于2011-08-14）.
3. ↑  . Snopes.com. 15 June 2007  [2009-08-03]. （原始内容存档于2022-03-09）.